# Квартерон
Квартеро́н (от лат. quarta — четверть) — в колониальной Америке так называли человека, у которого один предок во втором поколении (дедушка, бабушка) принадлежал к негроидной расе, то есть потомок мулатного и белого родителей. В настоящее время подобная терминология, основанная на количестве негритянской доли в генах, во многих регионах ассоциируется с эпохой расизма и считается отражением колониального менталитета.

## Количественная классификация
Согласно колониальному менталитету, престижность происхождения человека повышалась по мере понижения доли африканской крови:
- Негр — 100 % генов негроидной расы.
- Метис — общее название потомков от межрасовых браков.
  - Мулат — половина генов — «чёрные», то есть 50 % «белой» и 50 % «чёрной» крови.
  - Квартерон — четверть генов — «чёрные», то есть 75 % «белой» и 25 % «чёрной» крови, то есть один из родителей мулат, а второй белый; среди второго поколения предков (дедов и бабок) один чёрный, а трое других — белые.
  - Окторон (то же, что квинтерон) — потомок квартерона и белого, то есть 87,5 % «белой» и 12,5 % «чёрной» крови.
  - Седецимион — потомок окторона и белого, то есть 93,75 % «белой» и 6,25 % «чёрной» крови.
  - Тригинтадуон — потомок седецимиона и белого, то есть 96,875 % «белой» и 3,125 % «чёрной» крови.

## США
Так, например, в США, где термин «квартерон» был довольно широко распространён в XIX веке (в штате Луизиана — до середины XX века), он постепенно перешёл в разряд архаизмов и историзмов вовсе не по причине исчезновения расизма, а наоборот, по причине его усиления в 1920—1930-е годы (Законы Джима Кроу). Белые американцы США старались как можно больше дистанцироваться от людей с какой бы то ни было долей африканской крови. Негласный закон одной капли крови причисляет мулатов, квартеронов и квинтеронов к группе афроамериканцев.

## Латинская Америка
В странах Латинской Америки, термин употреблялся шире для обозначения постепенного процесса ассимиляции чёрного населения. Постепенно чисто количественная система классификации сменилась качественной (цвет кожи и самоопределение). Большинство светлокожих перешло в разряд белых, а более темнокожих — в разряд мулатов.

## Знаменитые квартероны
- Александр Дюма-старший — его бабка — негритянка, а дед — французский аристократ, маркиз Антуан Делиль Дави де ля Пайетри. Однажды он ответил пытавшемуся задеть его этим недоброжелателю:

Мой отец был мулатом, мой дед негром, а прадед — обезьяной. Видите, месье, моя семья начинается там, где ваша заканчивается.

На самом же деле у Дюма никогда не было деда-африканца, африканкой была его бабка по отцу, рабыня и любовница его деда, маркиза де ла Пайетри.
- Салли Хемингс — квартеронка, рабыня и тайная любовница американского президента Томаса Джефферсона, который по результатам анализа ДНК оказался отцом по крайней мере одного из её восьми детей.
- Гийом Гийон-Летьер — французский художник.
- Джоаким Ноа — квартерон, франко-американский баскетболист, выступающий за команду Национальной баскетбольной ассоциации «Чикаго Буллз». Его дед — негр (выходец из Камеруна), бабка — француженка, а мать — шведка.
- Мэрайя Кэри — квартеронка, американская поп, ритм-энд-блюз певица, автор песен, музыкальный продюсер и актриса. Её отец афро-венесуэльского происхождения, а мать — ирландка.
- Райан Гиггз — валлийский футболист, полузащитник, известный по выступлениям за английский футбольный клуб «Манчестер Юнайтед» и сборную Уэльса. Его дед по отцу — выходец из Сьерра-Леоне.
- Рашида Джонс — американская актриса. Её отец известный афроамериканский музыкант Куинси Джонс с тикарскими, английскими и валлийскими корнями, а мать — еврейка-ашкенази (потомок еврейских иммигрантов из России и Латвии).
- Надежда Осиповна Пушкина — русская дворянка, мать Александра Сергеевича Пушкина. Её дед привезён из Эфиопии в Российскую империю, где он был крещён в православие (крёстный отец Пётр I) и получил чин генерал-аншефа. С 1995 года, однако, эфиопская версия его происхождения получила опровержение в пользу чадо-камерунской.
- Джулия Медичи — принцесса из дома Медичи, незаконнорождённая дочь Алессандро, герцога Флоренции.
- Арчи Сассекский — член британской королевской семьи, первый ребёнок принца Гарри, герцога Сассекского, и его жены Меган. Занимает шестое место в порядке британского престолонаследия.
- Лилибет Сассекская — член британской королевской семьи, второй ребёнок принца Гарри, герцога Сассекского, и его жены Меган. Занимает седьмое место в порядке британского престолонаследия.

## В художественной литературе
- «Квартеронка» — роман Томаса Майн Рида.
- «Кватронка» (англ. The Quadroon Girl) — стихотворение Генри Лонгфелло (русский перевод Михаила Михайлова).

## Использованная литература
- Современный словарь иностранных слов, 20 000 слов. — М.: Рус.яз., 1992.